# الحرب الروسية السويدية (1554-1557)
الحرب الروسية السويدية 1554-1557، تعتبر مقدمة الحرب الليفونية 1558-1583، نشأت من مناوشات حدودية. وانتهت عندما اتفق الطرفان على الهدنة بإبرام معاهدة نوفغورود (1557).